# NGC 2844
NGC 2844 je galaksija u zviježđu Risu.

## Vanjske poveznice
- SEDS: NGC 2844